# Wilfried Sock
Wilfried Sock (* 2. Juni 1944 in Weißwasser, Oberlausitz) ist ein ehemaliger deutscher Eishockeyspieler.
Er spielte zwischen 1960 und 1971 in der DDR-Oberliga für den damaligen Seriensieger SG Dynamo Weißwasser. Am 16. November 1963 gab er sein Debüt in der DDR-Eishockeynationalmannschaft. Bei der Weltmeisterschaft 1965 im finnischen Tampere schoss er ein Tor gegen Norwegen.
Der Höhepunkt seiner sportlichen Karriere war die Teilnahme am olympischen Eishockeyturnier bei den Winterspielen 1968 in Grenoble. Dort belegte er mit der DDR-Mannschaft den achten Platz.